# Giao dịch bất động sản
Giao dịch bất động sản (Real estate transaction) là quá trình theo đó các quyền đối với một đơn vị tài sản (hoặc bất động sản được chỉ định) được chuyển giao giữa hai hoặc nhiều bên, ví dụ như trong trường hợp chuyển nhượng bất động sản thì một bên là (những) người bán và một bên là (những) người mua. Đối tượng của giao dịch bất động sản là tài sản có giá trị, do đó có các quy định về hợp đồng mua bán, chuyển nhượng bất động sản phải được công chứng, chứng thực, cũng như các quy định yêu cầu giao dịch, hợp đồng bất động sản với nhà môi giới phải được niêm yết. Hợp đồng niêm yết (hoặc thỏa thuận niêm yết) là hợp đồng giữa môi giới bất động sản và chủ sở hữu bất động sản (người có quyền sử dụng đất), trao cho môi giới quyền hành động với tư cách là đại lý của chủ sở hữu trong việc bán bất động sản. Thông thường, có các thỏa thuận niêm yết riêng biệt cho việc bán bất động sản nhà ở, đất đai và bất động sản thương mại hoặc kinh doanh.

## Đại cương
Giao dịch bất động sản thường là khá phức tạp do thủ tục rối rắm của các quyền tài sản được chuyển nhượng, số tiền được giao dịch và các quy định của pháp luật, các công ước và yêu cầu cũng khác nhau đáng kể giữa các quốc gia khác nhau trên thế giới và giữa các thực thể pháp lý nhỏ hơn (khu vực tài phán). Tiếp cận theo một cách trừu tượng hơn, giao dịch bất động sản, giống như các giao dịch tài chính khác, phát sinh ra chi phí giao dịch. Để xác định và có thể giảm các chi phí giao dịch này, Tổ chức Hợp tác và Phát triển Kinh tế (OECD) đã giải quyết vấn đề này thông qua một nghiên cứu do Ủy ban Châu Âu ủy quyền và thông qua một hành động nghiên cứu. Hoạt động nghiên cứu được đề cập là "Lập mô hình giao dịch bất động sản" (Modelling Real Property Transactions) đã điều tra các phương pháp mô tả các giao dịch được chọn một cách chính thức để cho phép so sánh giữa các quốc gia/khu vực pháp lý.
Các mô tả được thực hiện bằng cả định dạng đơn giản hơn, bộ mẫu Trường hợp sử dụng cơ bản (Basic Use Case) và các ứng dụng nâng cao hơn của Ngôn ngữ lập mô hình thống nhất. Các mô hình quy trình được so sánh thông qua phương pháp dựa trên phương pháp luận và chi phí giao dịch tài sản quốc gia được ước tính cho Phần Lan và Đan Mạch based on the directions of the United Nations System of National Accounts. dựa trên hướng dẫn của Hệ thống Tài khoản Quốc gia của Liên hợp quốc (United Nations System of National Accounts). Giao dịch bất động sản: gồm phân lô (subdivision), chuyển nhượng (conveyance) và thế chấp (mortgaging), khi chúng được thực hiện ở năm quốc gia Bắc Âu được mô tả chi tiết. Có một phiên bản dịch sang tiếng Anh cho phần tiếng Đan Mạch.

## Ở Việt Nam

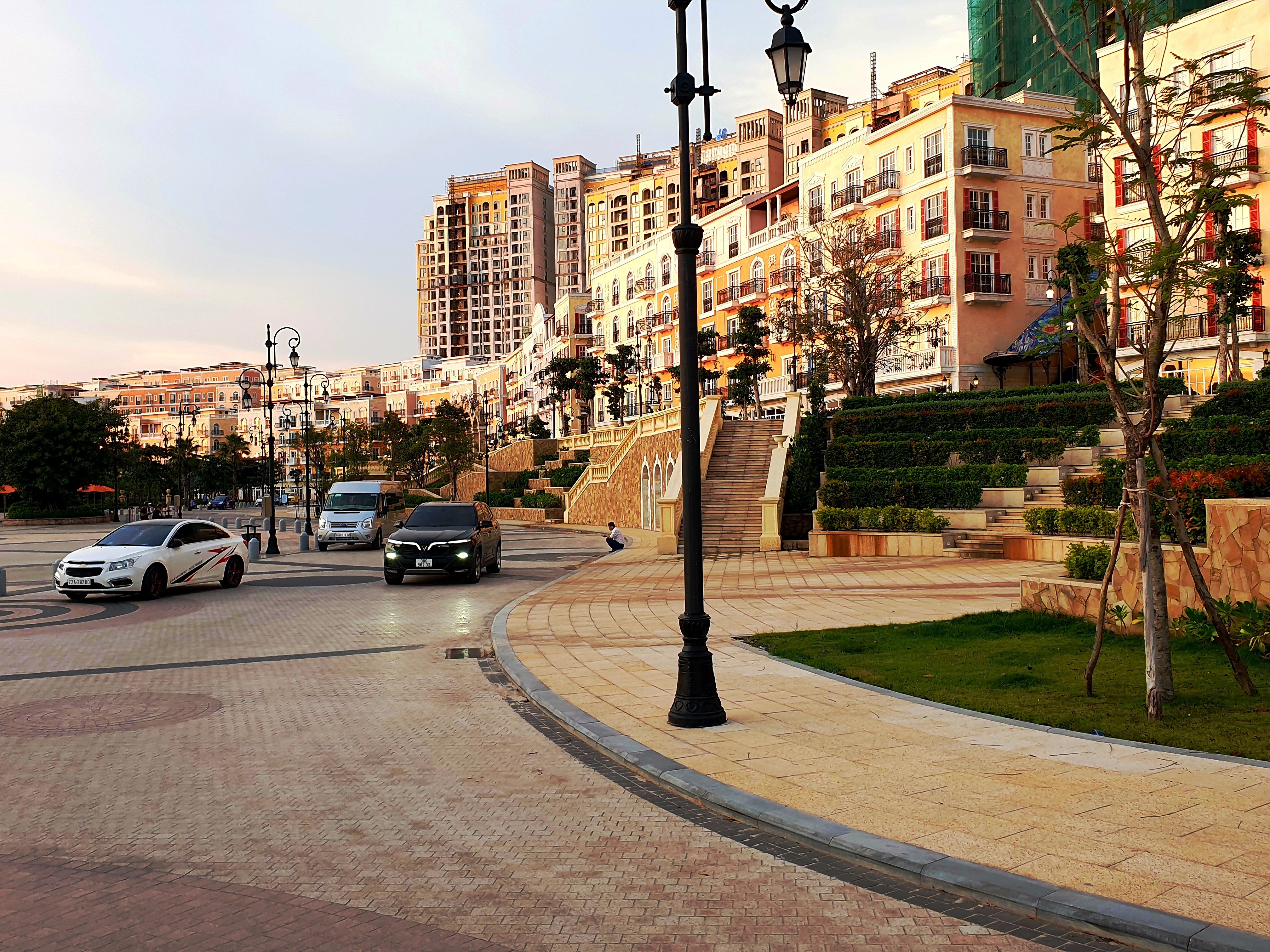
Một dự án nhà thương mại thuộc Dự án Sun Premier Village Primavera tại Khu Địa Trung Hải ở Phú Quốc

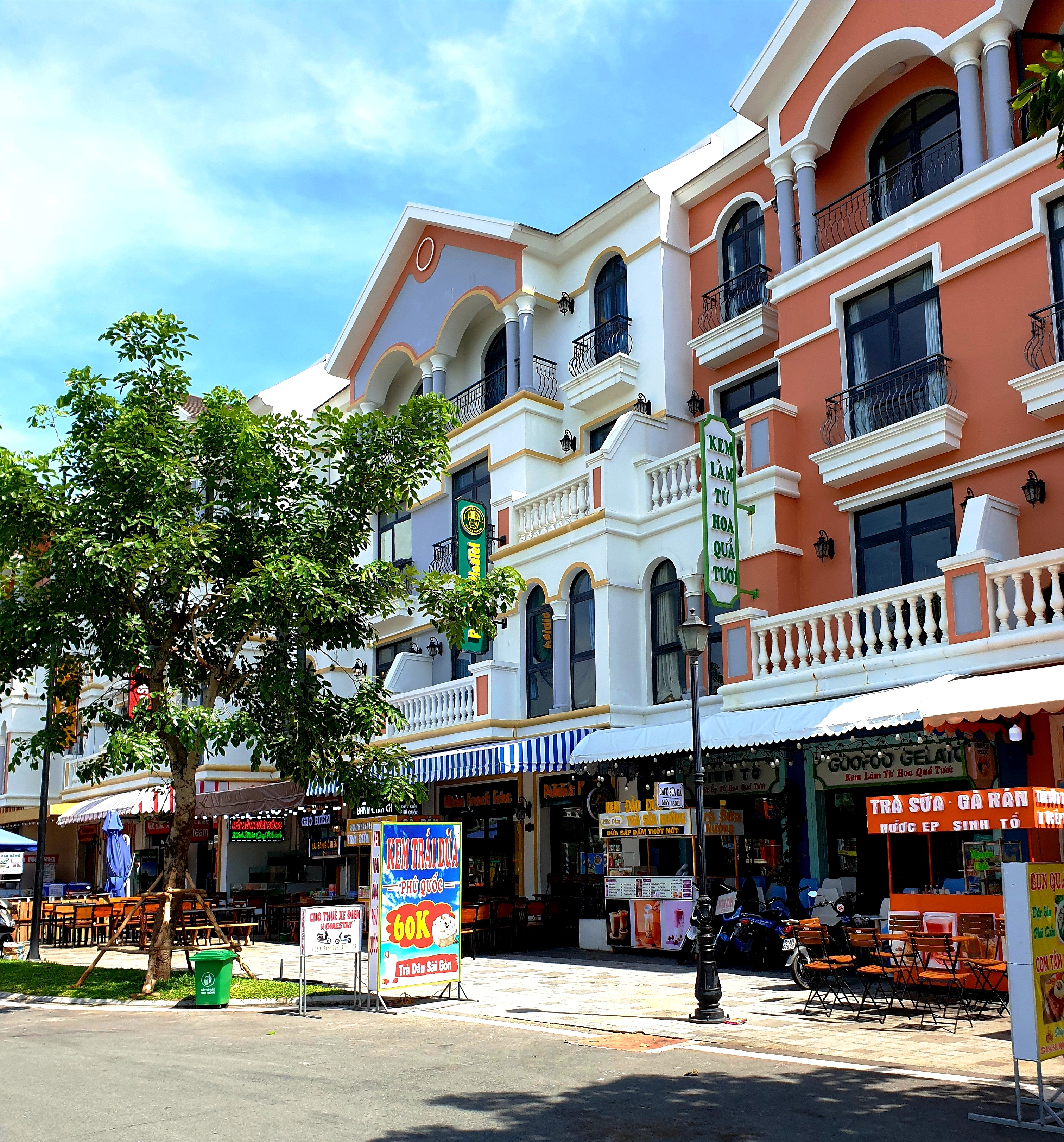
Những căn nhà phố liền kề nằm trong Dự án nhà Shophouse ở Phú Quốc

Ở Việt Nam, thị trường bất động sản và giao dịch bất động sản phải qua sàn cũng là những vấn đề kinh tế nổi cộm và chưa thống nhất quan điểm. Quan điểm của nhà cầm quyền cố gắng đưa việc giao dịch bất động sản qua sàn do Nhà nước kiểm soát làm dậy lên những tranh luận liên hồi. Việc bán và mua bất động thông qua sàn giao dịch đã được ứng dụng ở nhiều quốc gia trên thế giới. Lợi ích của việc thực hiện giao dịch bất động sản qua sàn chính là tính minh bạch. Giống như giao dịch trên thị trường chứng khoán, các giao dịch đất đai qua sàn phải đăng ký và công bố công khai thông tin đầy đủ về tài sản và giá cả. Điều này giúp nhà đầu tư hình dung rõ hơn về giá trị thực của bất động sản và giảm nguy cơ mất tiền. Ở Việt Nam, tình trạng lừa đảo trong lĩnh vực bất động sản chiếm tỷ lệ khá lớn trong các vụ án lừa đảo, hiện nay người mua nhà, nhất là mua nhà ở hình thành trong tương lai chịu nhiều rủi ro và dễ bị lừa, cụ thể là chất lượng nhà sẽ không tốt như khi quảng cáo, người mua nhà không nhận được sổ hồng đúng tiến độ.
Tuy vậy, cũng có lo ngại về việc bắt buộc giao dịch bất động sản qua sàn, việc buộc giao dịch qua sàn giao dịch bất động sản sẽ làm tăng thêm tầng nấc trung gian, tăng chi phí giao dịch và được tính vào giá giao dịch. Tiềm ẩn nguy cơ lợi dụng quy định pháp luật để độc quyền hoặc sàn giao dịch bất động sản câu kết với một trong các bên tham gia giao dịch, làm nhiễu loạn thị trường, không phản ánh đúng quan hệ cung cầu, giá cả. Có những ý kiến nêu lên thực trạng về bất động sản giao dịch qua sàn thiếu cơ sở pháp lý, ẩn chứa nhiều rủi ro, sự lo ngại khi người môi giới ở sàn giao dịch có thể che giấu những thông tin liên quan đến pháp lý, hoặc quảng cáo không thực tế, có nhiều ý kiến đề xuất bỏ luôn sàn giao dịch bất động sản. Tuy vậy, bất chấp những ý kiến phân tích, Chính phủ khăng khăng quan điểm giao dịch bất động sản phải qua sàn điều này dẫn đến các Doanh nghiệp lo ngại về việc có nên đưa ra thêm một nấc trung gian khi quy định các giao dịch bất động sản phải thực hiện thông qua sàn vì như vậy doanh nghiệp phải lo thêm chi phí, việc quy định mua bán phải qua sàn không phù hợp và không thống nhất với hệ thống pháp luật, đồng thời sinh ra đặc quyền đặc lợi, lợi ích nhóm cho các sàn giao dịch bất động sản, việc ép giao dịch bất động sản qua sàn là chi phối quyền lợi hợp pháp của công dân, không phù hợp với luật liên quan.